# Qahtan Chathir Drain
Qahtan Chathir Drain (20 luglio 1973) è un allenatore di calcio ed ex calciatore iracheno, di ruolo attaccante.

## Carriera
Con la Nazionale irachena ha partecipato ai Coppa d'Asia 1996 e 2000.

## Statistiche

### Cronologia presenze e reti in Nazionale
| Cronologia completa delle presenze e delle reti in nazionale ― Iraq | Cronologia completa delle presenze e delle reti in nazionale ― Iraq | Cronologia completa delle presenze e delle reti in nazionale ― Iraq | Cronologia completa delle presenze e delle reti in nazionale ― Iraq | Cronologia completa delle presenze e delle reti in nazionale ― Iraq | Cronologia completa delle presenze e delle reti in nazionale ― Iraq | Cronologia completa delle presenze e delle reti in nazionale ― Iraq | Cronologia completa delle presenze e delle reti in nazionale ― Iraq |
| Data                                                                | Città                                                               | In casa                                                             | Risultato                                                           | Ospiti                                                              | Competizione                                                        | Reti                                                                | Note                                                                |
| ------------------------------------------------------------------- | ------------------------------------------------------------------- | ------------------------------------------------------------------- | ------------------------------------------------------------------- | ------------------------------------------------------------------- | ------------------------------------------------------------------- | ------------------------------------------------------------------- | ------------------------------------------------------------------- |
| 24-11-1996                                                          | Genoa                                                               | Iraq                                                                | 4 – 0                                                               | Indonesia                                                           | Amichevole                                                          | 2                                                                   |                                                                     |
| 6-4-1997                                                            | Kochi                                                               | India                                                               | 0 – 1                                                               | Iraq                                                                | Amichevole                                                          | 1                                                                   |                                                                     |
| 23-5-1997                                                           | Lahore                                                              | Pakistan                                                            | 2 – 6                                                               | Iraq                                                                | Qual. Mondiali 1998                                                 | 2                                                                   |                                                                     |
| 12-10-2000                                                          | Sidone                                                              | Iraq                                                                | 2 – 0                                                               | Thailandia                                                          | Coppa d'Asia 2000                                                   | 1                                                                   |                                                                     |
| 12-10-2001                                                          | Teheran                                                             | Iran                                                                | 1 – 2                                                               | Iraq                                                                | Qual. Mondiali 2002                                                 | 1                                                                   |                                                                     |
| Totale                                                              |                                                                     | Presenze                                                            | ?                                                                   |                                                                     | Reti                                                                | 7                                                                   |                                                                     |